# Cod ATC N05
Codul ATC N05 Psiholeptice este o parte a sistemului de clasificare anatomică, terapeutică și chimică a medicamentelor, un sistem dezvoltat de către Organizația Mondială a Sănătății (OMS) pentru clasificarea medicamentelor și a altor produse medicinale. Subgrupul N05 este o parte a grupului N Sistemul nervos central.
Codurile pentru preparatele de uz veterinar sunt create prin alipirea literei Q în fața codului ATC corespunzător produsului pentru uz uman; de exemplu, QN05. Codurile ATCvet care nu au un cod ATC corespunzător produsului de uz uman sunt citate începând cu Q în lista următoare.

## N05AAntipsihotice

### N05AAFenotiazinecu catenă laterală alifatică
N05AA01 Clorpromazină
N05AA02 Levomepromazină
N05AA03 Promazină
N05AA04 Acepromazină
N05AA05 Triflupromazină
N05AA06 Ciamemazină
N05AA07 Clorproetazină

### N05AB Fenotiazine cu rest depiperazină
N05AB01 Dixirazină
N05AB02 Flufenazină
N05AB03 Perfenazină
N05AB04 Proclorperazină
N05AB05 Tiopropazat
N05AB06 Trifluoperazină
N05AB07 Acetofenazină
N05AB08 Tioproperazină
N05AB09 Butaperazină
N05AB10 Perazină

### N05AC Fenotiazine cu rest depiperidină
N05AC01 Periciazină
N05AC02 Tioridazină
N05AC03 Mesoridazină
N05AC04 Pipotiazină

### N05ADButirofenone
N05AD01 Haloperidol
N05AD02 Trifluperidol
N05AD03 Melperonă
N05AD04 Moperonă
N05AD05 Pipamperonă
N05AD06 Bromperidol
N05AD07 Benperidol
N05AD08 Droperidol
N05AD09 Fluanisonă
QN05AD90 Azaperonă

### N05AE Derivațiindolici
N05AE01 Oxipertină
N05AE02 Molindonă
N05AE03 Sertindol
N05AE04 Ziprasidonă
N05AE05 Lurasidonă

### N05AFTioxantene
N05AF01 Flupentixol
N05AF02 Clopentixol
N05AF03 Clorprotixen
N05AF04 Tiotixen
N05AF05 Zuclopentixol

### N05AG Difenilbutilpiperidine
N05AG01 Fluspirilen
N05AG02 Pimozidă
N05AG03 Penfluridol

### N05AHDiazepine,oxazepine,tiazepineșioxepine
N05AH01 Loxapină
N05AH02 Clozapină
N05AH03 Olanzapină
N05AH04 Quetiapină
N05AH05 Asenapină
N05AH06 Clotiapină

### N05ALBenzamide
N05AL01 Sulpiridă
N05AL02 Sultopridă
N05AL03 Tiapridă
N05AL04 Remoxipridă
N05AL05 Amisulpridă
N05AL06 Veralipridă
N05AL07 Levosulpiridă

### N05ANLitiu
N05AN01 Litiu

### N05AX Alte antipsihotice
N05AX07 Protipendil
N05AX08 Risperidonă
N05AX10 Mosapramină
N05AX11 Zotepină
N05AX12 Aripiprazol
N05AX13 Paliperidonă
N05AX14 Iloperidonă
N05AX15 Cariprazină
N05AX16 Brexpiprazol
N05AX17 Pimavanserină
QN05AX90 Amperozidă

## N05BAnxiolitice

### N05BA Derivați debenzodiazepine
N05BA01 Diazepam
N05BA02 Clordiazepoxid
N05BA03 Medazepam
N05BA04 Oxazepam
N05BA05 Clorazepat
N05BA06 Lorazepam
N05BA07 Adinazolam
N05BA08 Bromazepam
N05BA09 Clobazam
N05BA10 Ketazolam
N05BA11 Prazepam
N05BA12 Alprazolam
N05BA13 Halazepam
N05BA14 Pinazepam
N05BA15 Camazepam
N05BA16 Nordazepam
N05BA17 Fludiazepam
N05BA18 Loflazepat de etil
N05BA19 Etizolam
N05BA21 Clotiazepam
N05BA22 Cloxazolam
N05BA23 Tofisopam
N05BA24 Bentazepam
N05BA56 Lorazepam, combinații

### N05BB Derivați dedifenilmetan
N05BB01 Hidroxizină
N05BB02 Captodiamă
N05BB51 Hidroxizină, combinații

### N05BCCarbamați
N05BC01 Meprobamat
N05BC03 Emilcamat
N05BC04 Mebutamat
N05BC51 Meprobamat, combinații

### N05BD Derivați de dibenzo-biciclo-octadiene
N05BD01 Benzoctamină

### N05BE Derivați de azaspirodecanedione
N05BE01 Buspironă

### N05BX Alte anxiolitice
N05BX01 Mefenoxalon
N05BX02 Gedocarnil
N05BX03 Etifoxin
N05BX04 Fabomotizol
N05BX05 Lavandulae aetheroleum (ulei volatil de lavandă)

## N05CHipnoticeșisedative

### N05CABarbiturice
N05CA01 Pentobarbital
N05CA02 Amobarbital
N05CA03 Butobarbital
N05CA04 Barbital
N05CA05 Aprobarbital
N05CA06 Secobarbital
N05CA07 Talbutal
N05CA08 Vinilbital
N05CA09 Vinbarbital
N05CA10 Ciclobarbital
N05CA11 Heptabarbital
N05CA12 Reposal
N05CA15 Metohexital
N05CA16 Hexobarbital
N05CA19 Tiopental, sodic
N05CA20 Etalobarbital
N05CA21 Alobarbital
N05CA22 Proxibarbal

### N05CB Barbiturice, combinații
N05CB01 Combinații de barbiturice
N05CB02 Barbiturice în combinație cu alte medicamente

### N05CCAldehideși derivați
N05CC01 Cloralhidrat
N05CC02 Cloralodol
N05CC03 Acetilglicinamida clorahidratului
N05CC04 Dicloralfenazonă
N05CC05 Paraldehidă

### N05CDBenzodiazepine
N05CD01 Flurazepam
N05CD02 Nitrazepam
N05CD03 Flunitrazepam
N05CD04 Estazolam
N05CD05 Triazolam
N05CD06 Lormetazepam
N05CD07 Temazepam
N05CD08 Midazolam
N05CD09 Brotizolam
N05CD10 Quazepam
N05CD11 Loprazolam
N05CD12 Doxefazepam
N05CD13 Cinolazepam
N05CD14 Remimazolam
QN05CD90 Climazolam

### N05CE Piperidindione
N05CE01 Glutetimidă
N05CE02 Metiprilonă
N05CE03 Piritildionă

### N05CF Non-benzodiazepine
N05CF01 Zopiclonă
N05CF02 Zolpidem
N05CF03 Zaleplonă
N05CF04 Eszopiclonă

### N05CH Agoniști ai receptorilor pentrumelatonină
N05CH01 Melatonină
N05CH02 Ramelteon
N05CH03 Tasimelteon

### N05CM Alte hipnotice și sedative
N05CM01 Metaqualonă
N05CM02 Clometiazol
N05CM03 Bromizoval
N05CM04 Carbromal
N05CM05 Scopolamină
N05CM06 Propiomazină
N05CM07 Triclofos
N05CM08 Etclorvinol
N05CM09 Valerianae radix (rădăcina de odolean)
N05CM10 Hexapropimat
N05CM11 Bromuri
N05CM12 Apronal
N05CM13 Valnoctamidă
N05CM15 Metilpentinol
N05CM16 Niaprazină
N05CM18 Dexmedetomidină
N05CM19 Suvorexant
QN05CM90 Detomidină
QN05CM91 Medetomidină
QN05CM92 Xilazină
QN05CM93 Romifidină
QN05CM94 Metomidat
QN05CM99 Combinații

### N05CX Hipnotice și sedative în combinații, exclusiv barbiturice
N05CX01 Meprobamat, combinații
N05CX02 Metaqualonă, combinații
N05CX03 Metilpentinol, combinații
N05CX04 Clometiazol, combinații
N05CX05 Emeproniu, combinații
N05CX06 Dipiperonilaminoetanol, combinații